# Hełm Mod. 16

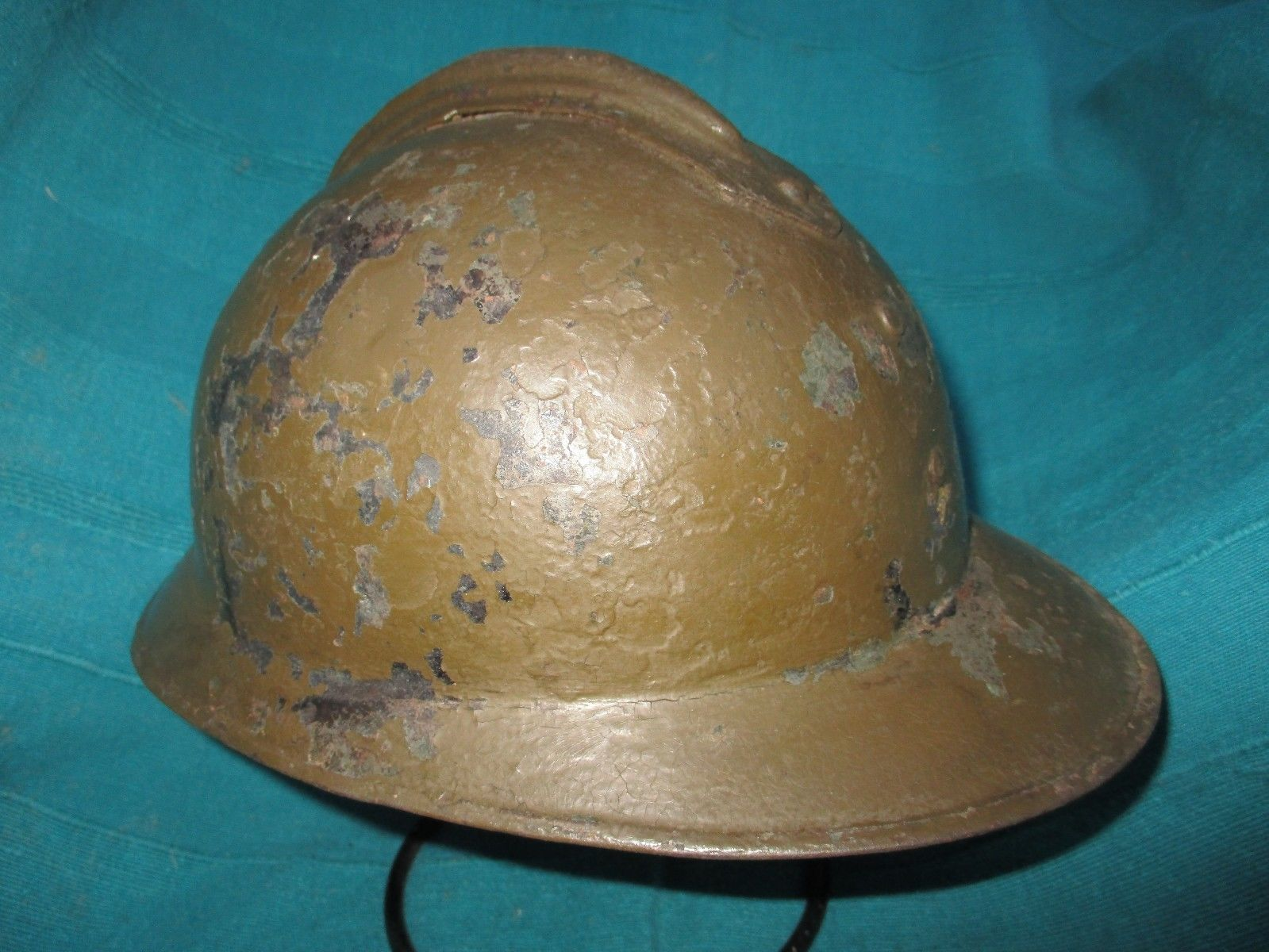
Hełm włoski Mod. 16

Dell'elmetto Mod. 16 (pot. „Lippmann”) – włoski hełm stalowy z okresu I wojny światowej.

## Historia
Na początku XX wieku Francuzi stworzyli bardzo udany hełm – Adrian M1915. Hełmy eksportowano do wielu krajów, m.in. do Włoch. Na podstawie hełmu Adrian we Włoszech postanowiono opracować własny hełm stalowy. Nowy hełm przyjęto oficjalnie na wyposażenie armii włoskiej rozkazem nr 4542 z dnia 24 kwietnia 1916 roku. Hełm używany do połowy lat 30., zastąpiony modelem M33.

## Konstrukcja
Hełm był bardzo podobny do hełmu Adrian. Zasadnicza różnica polegała na wykonaniu hełmu z jednego kawałka blachy (metodą tłoczenia). Ponadto grzebień (nieco wyższy niż w Adrianie) mocowany był do dzwonu za pomocą spawania punktowego (w hełmach francuskich używano nitów). Na szczycie czerepu umieszczono podłużny otwór wentylacyjny, zakryty grzebieniem. Hełm malowany na przepisowy kolor „grigio-verde” (szarozielony). Wyposażenie wewnętrzne takie jak we francuskim pierwowzorze.

### Oznaki
W przeciwieństwie do hełmu Adrian, hełm Mod. 16 nie posiadał fabrycznie wykonanych otworów do montowania metalowych oznak. Czasami na przodzie czerepu nanoszono (za pomocą szablonu) oznaki służb i/lub numery pułków. Znacznie rzadziej mocowano oznaki wykonane z metalu.
Umieszczanie oznak na hełmie zostało zatwierdzone rozkazem nr 12720 z dnia 15 lipca 1916 roku. Początkowo panowała pewna dowolność w formie oznak. Ostatecznie zasady ich umieszczania zostały określone w roku 1925.

## Hełmy Mod. 16 w Wojsku Polskim
Większość hełmów Mod. 16 (pol. wz. 16) w Wojsku Polskim pochodziła najprawdopodobniej z zakupów sprzętu w latach 1919-20. W latach 20. oraz 30. wyposażona była w nie Szkoła Podchorążych Artylerii w Toruniu. W spisie wyposażenia Wojska Polskiego ze stycznia 1928 figurowały 504 hełmy włoskie wz. 16. Do hełmów używanych przez Wojsko Polskie często mocowano metalowego orła.